# Doetinchem
Doetinchem (en bas-saxon néerlandais: Deutekem) est une commune et une ville de 56 225 habitants (2007) dans l'Achterhoek, dans la province de Gueldre aux Pays-Bas.

## Histoire
La plus ancienne mention de Doetinchem date de 838 en tant que villa Duetinghem, un habitat avec une église. Durant la période après cette date, la ville fortifiée de Deutinkem est créée avec une église qui a été offerte en cadeau à l'évêque d'Utrecht d'alors. Les autres variantes de nom utilisées au fil du temps sont : Duttichem, Duichingen, Dotekom et Deutekom.
Vers 1100, Doetinchem a commencé à se développer et une enceinte autour de la ville a été construite pour se défendre des pillards qui tentèrent à plusieurs reprises d'attaquer la ville. En 1236, Doetinchem reçut les droits municipaux du comte Otton II de Gueldre; le mur de la ville a également été élevé d'un mètre cette année-là. Les quatre barrières utilisées jusque-là ont été remplacées par quatre grandes portes autour de la ville : la Hamburgerpoort, la Waterpoort, la Gruitpoort (également connu sous le nom de Grutpoort) et la Hezenpoort. Plus tard, des fossés ont été creusés autour l'enceinte et des avant-portes ont été construites. Doetinchem est devenu un lieu de commerce important pour les fermiers qui venaient vendre leurs marchandises sur le marché. Ce marché avait lieu sur la Simonsplein et est resté en pratique jusqu'à la Seconde Guerre mondiale. Doetinchem était l'une des cinq villes composant le quartier de Zutphen. Un grand incendie en 1527 a détruit toutes les archives de Doetinchem et peu de choses sont connues de Doetinchem pour la période du Moyen Âge.
En 1672, les murs de la ville ont été démolis en grande partie. Dans la seconde moitié du XIXe siècle, les portes ont été détruites et une grande partie des murs de la ville ont été démantelés. Les fondations de l'enceinte de la fin du XIIIe siècle ou du début du XIVe siècle sont encore en partie dans le sol, sur environ un mètre et demi de large. Doetinchem est resté au calme jusqu'à la Première Guerre mondiale, lorsque quelques gardes-frontières ont été postés.
Doetinchem a également traversé la Seconde Guerre mondiale avec son terrible Hungerwinter. Une petite force d'occupation allemande avait été stationnée pendant les années de guerre. À la fin du conflit, certains prisonniers ont été exécutés en représailles à un acte de résistance commis près du village de Putten dans le Veluwe, lorsqu'un important officier allemand a été abattu par la résistance. Le bâtiment Bouchina a également été utilisé pour abriter neuf juifs hollandais, qui bénéficiaient d'une protection spéciale contre le NSB.
Juste avant la libération, des avions alliés ont bombardé le centre historique de la ville les 19, 21 et 23 mars. 120 bâtiments ont été détruits et 143 personnes ont été tuées et des centaines blessées. Malgré diverses explications, les faits restent incertains. Sur la base des archives de l'Air Force Historical Research Agency en Alabama, l'historien amateur Hendrik Land pense que l'attaque du 23 mars a été effectuée par un bombardier américain. Cette déclaration est étayée par la découverte d'une bombe américaine en 1973. Les attaques du 19 et 21 mars ont probablement été perpétrées par les Britanniques . Le premier bombardement aurait eu des cibles stratégiques (une usine de pièces d'avion et une station de connexion ferroviaire), désignées par la résistance. La seconde aurait été une erreur, les pilotes auraient confondu Doetinchem pour les villes allemandes Anholt et Isselburg à 20 kilomètres de là. Il y a également une déclaration selon laquelle les Allemands avaient apporté des renforts dans la ville contre l'avance alliée. Les bombardements alliés auraient dû empêcher les Allemands d'installer ces renforts et devaient ainsi forcer le passage allié. Le centre-ville a été gravement endommagé, mais pas complètement détruit. Les Allemands n'en ont pas été chassés, mais se sont retranchés dans les décombres. Le 2 avril, après de violents combats entre Allemands et Canadiens, la ville est libérée.
La ville inclut notamment les villages de Gaanderen, Wijnbergen et Nieuw-Wehl. Depuis le 1er janvier 2005, la commune de Wehl a été rattachée à Doetinchem.

## Sport
Dans le domaine sportif, le club de football De Graafschap défend les couleurs de la ville en deuxième division pour la saison 2012/2013.

## Galerie

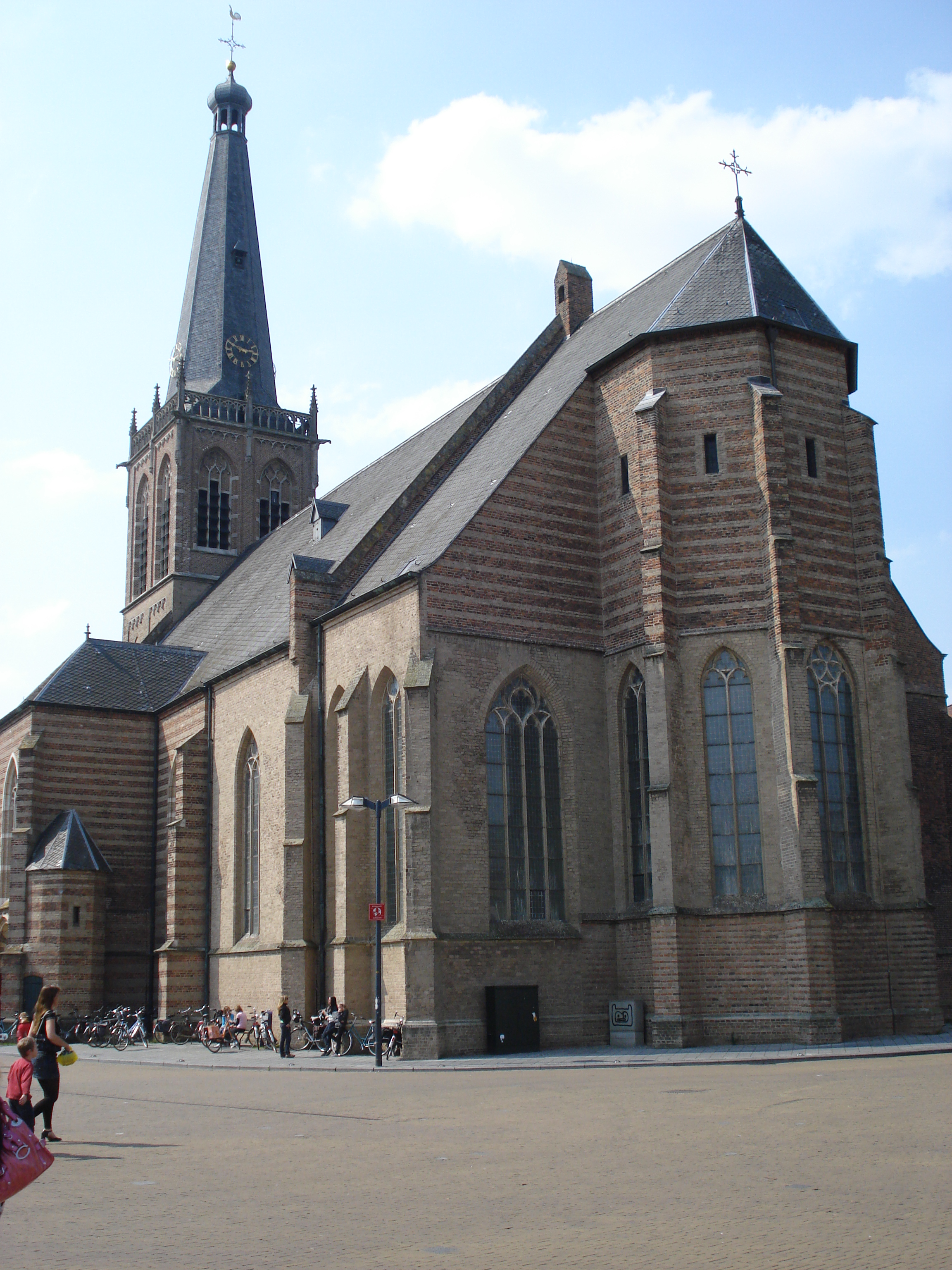
Doetinchem, église : la Sint Catharinakerk.
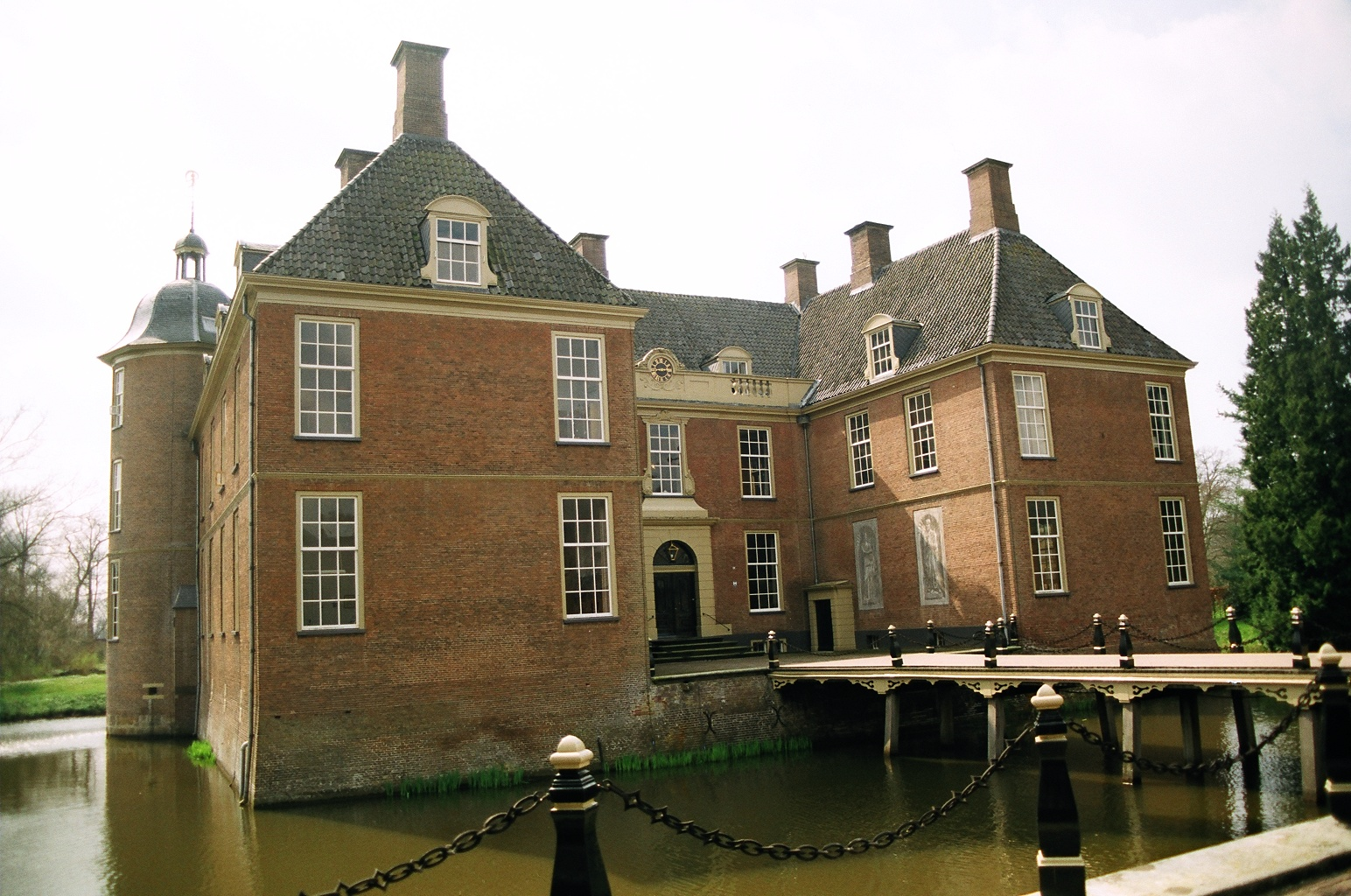
Doetinchem, le château Slangenburg.
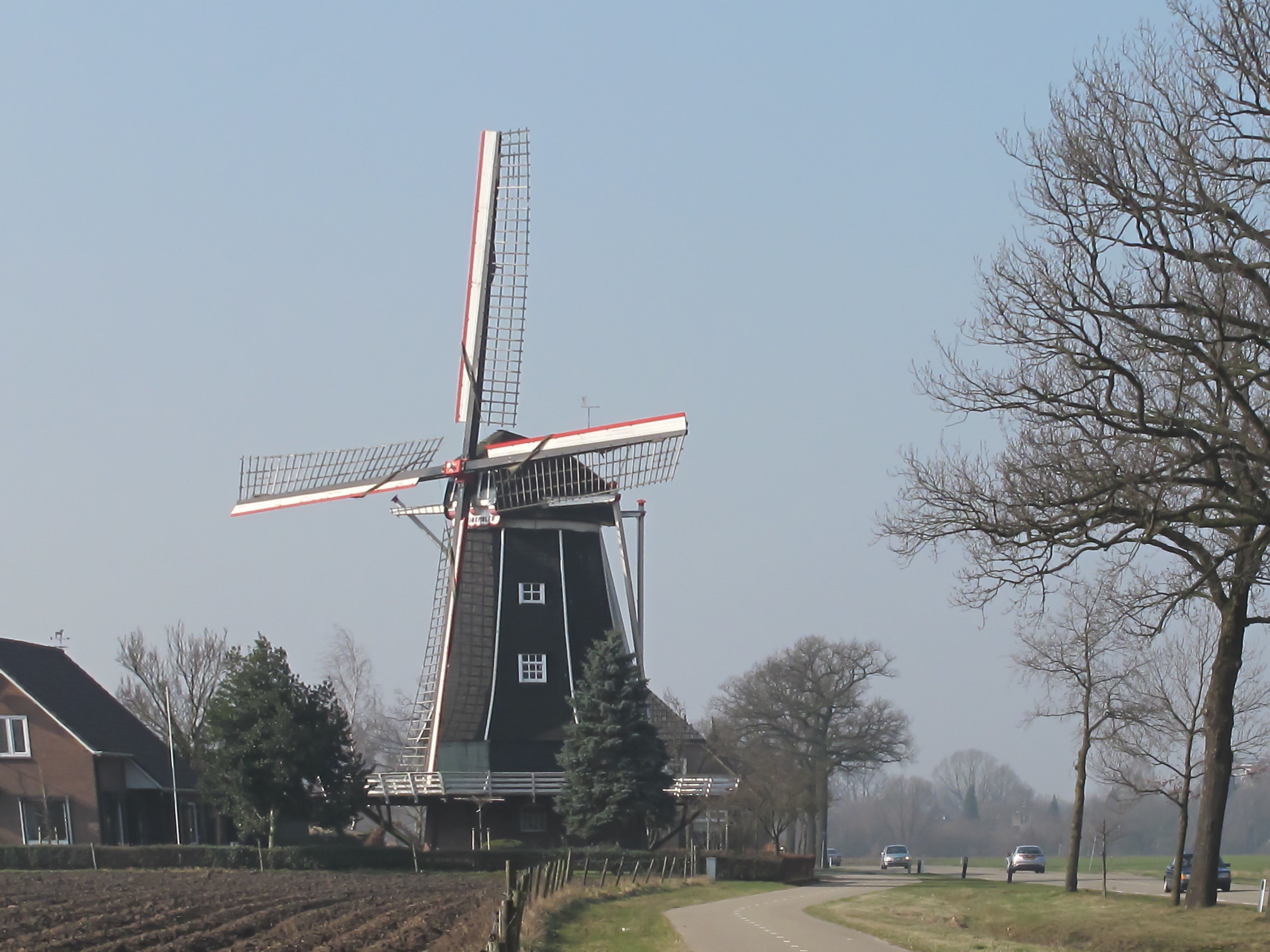
Doetinchem, moulin : le Benninkmolen.
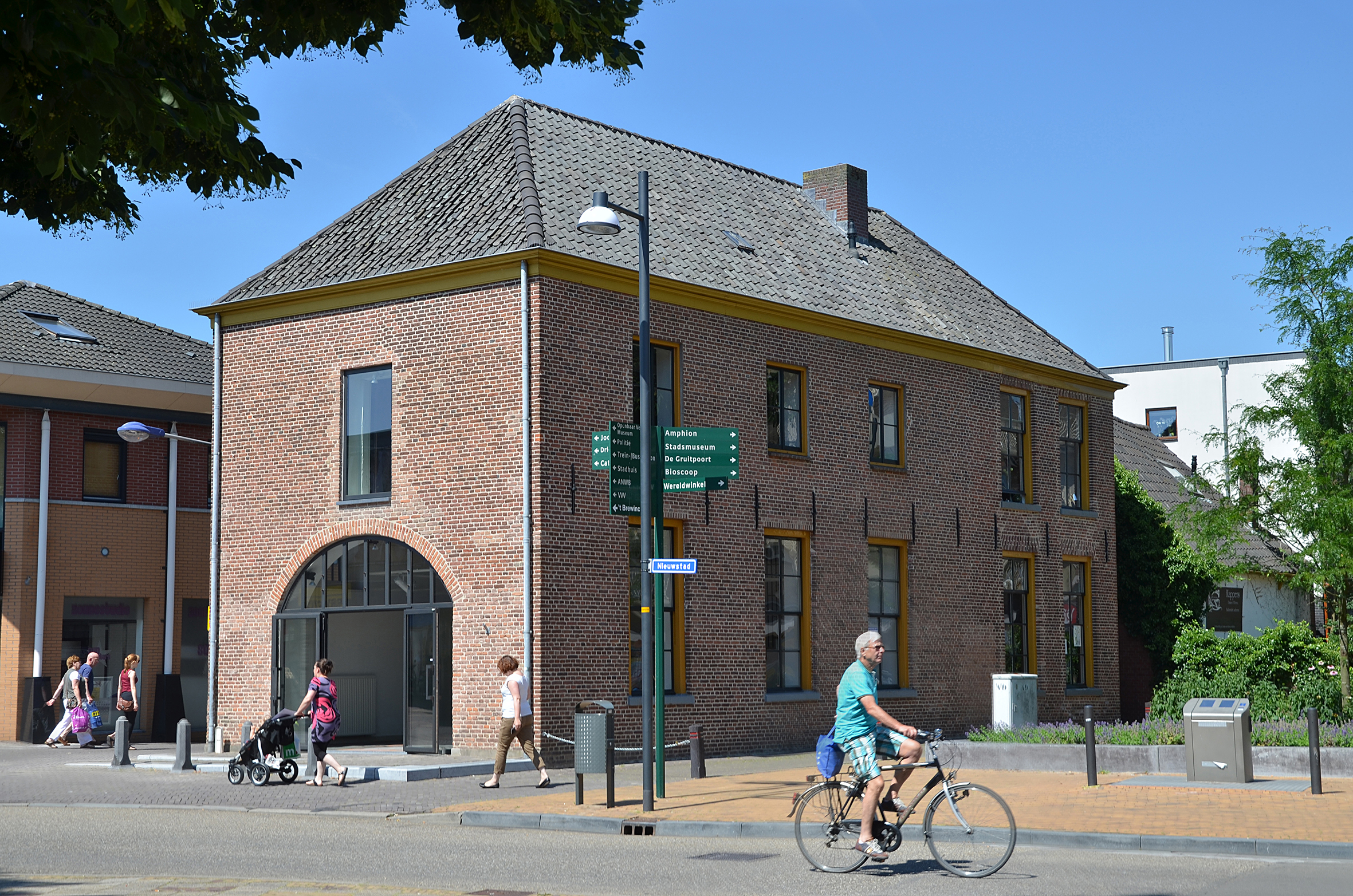
L'ancienne prison de la ville.
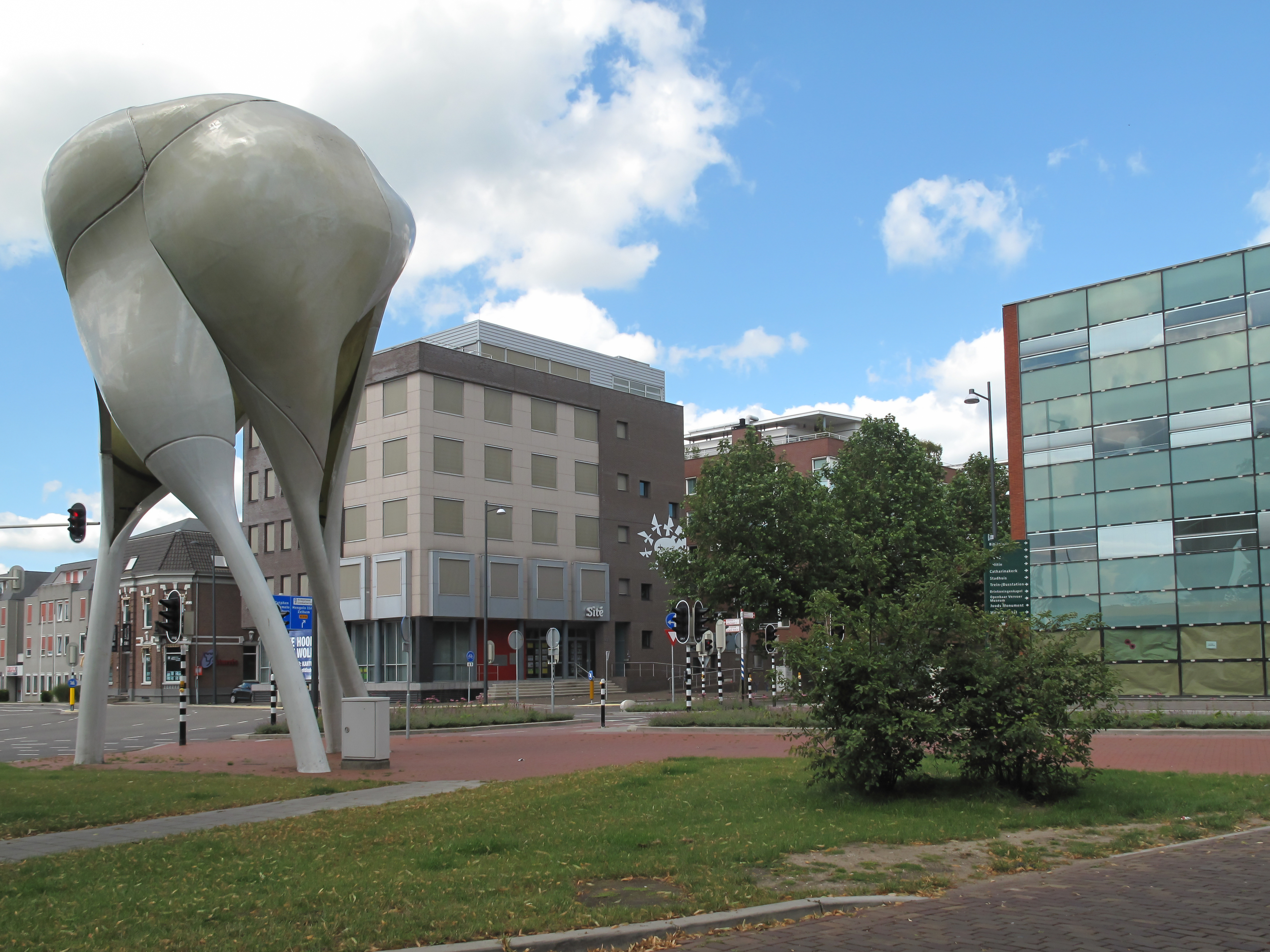
Doetinchem, art moderne dans la rue : la D-toren.
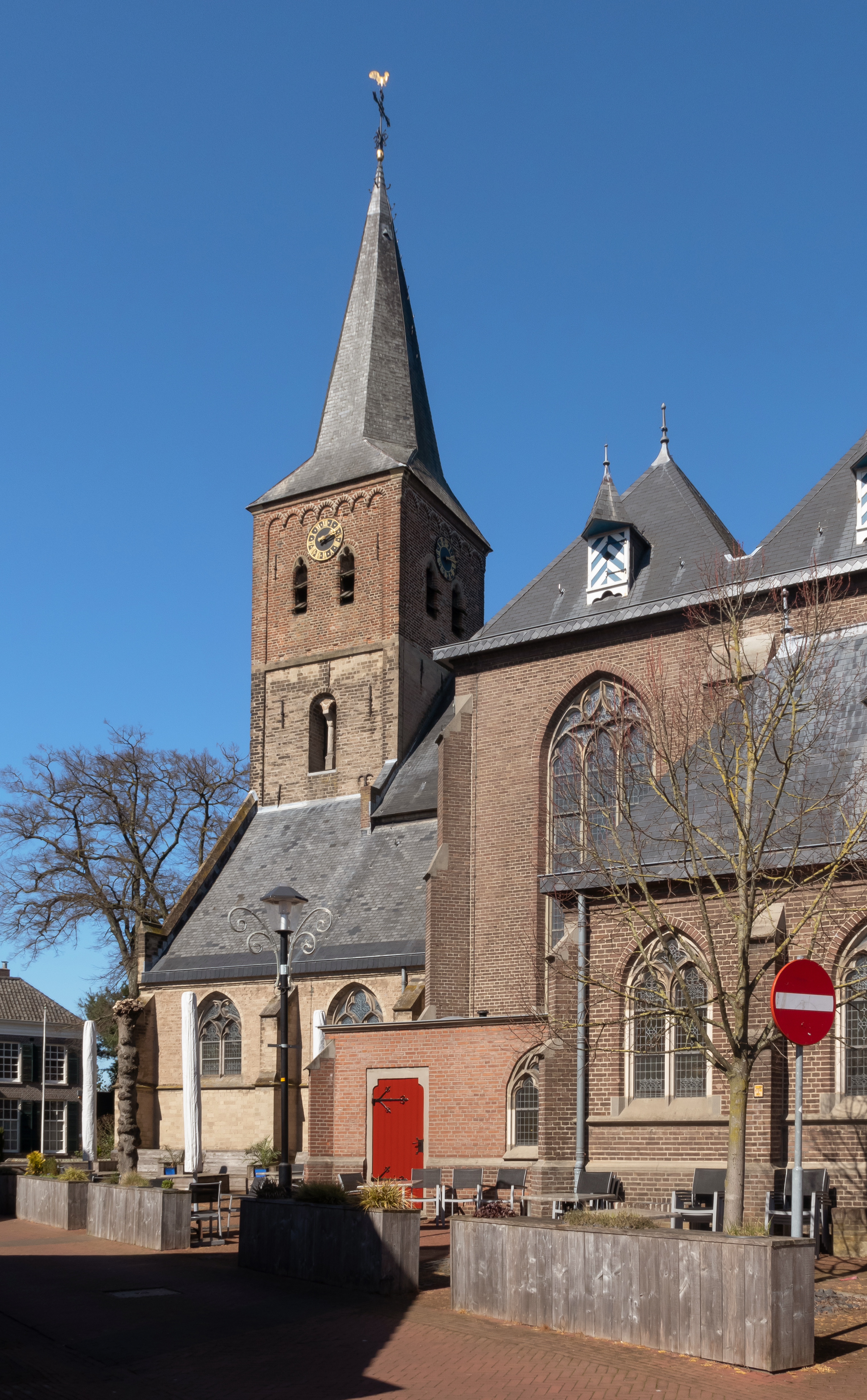
Wehl, la tour de l'église (la Sint-Martinuskerk)
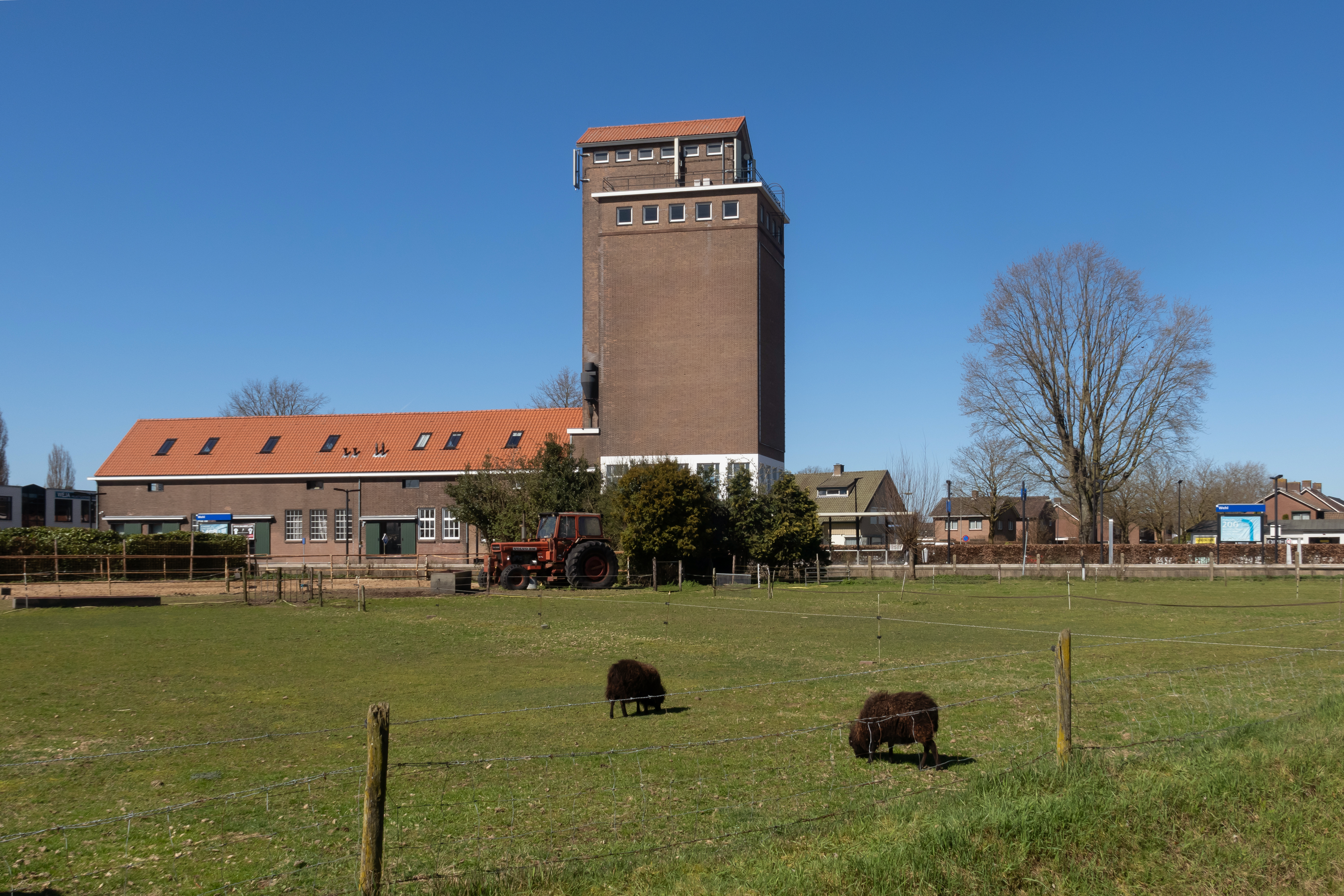
Wehl, bâtiment de silo près de la gare

## Jumelages
La ville de Doetinchem est jumelée avec :
- La Libertad (Nicaragua) depuis 1990 ;
- Pardubice (Tchéquie) depuis 1992 ;
- Raesfeld (Allemagne) depuis 2005.